# الرجل العنكبوت المذهل 2 (فلم)
الرجل العنكبوت المذهل 2 (بالإنجليزية: The Amazing Spider-Man 2) هو فيلم حركة تم إنتاجه في الولايات المتحدة الأمريكية وتم إصداره سنة 2014. وهذا الفيلم من بطولة أندرو غارفيلد وإيما ستون وجيمي فوكس وبول جياماتي ومارتن شين.
وتم تصميم لعبة فيديو لهذا الفيلم :
(The amazing spider man 2 (vidéo game

## القصة
تدور أحداث الجزء الثاني من الرجل العنكبوت المذهل ويتمحور الدور على ماكس مخترع منظومة الكهرباء في الشركة التي يعمل بها وفي يوم العمل أكتشف أن أحد الكابلات كانت مقطوعة وكان الموقع الذي يعمل عليه خطيراً ويوجد تحت مستوعب مليء بالماء وفيه أفاع مما جعله يسقط في المستوعب هو والكابل الكهربائي لتلتف عليه تلك الأفاعي وتحصل دوامة ويصبح كائناً كهربائيا يصدر شرارات كهربائي، لكن سرعان ما يقوم سبايدر مان بإنقاذ سكان مدينة نيويورك من اليكترو الذي قطع كابلات الطاقة عن مدينة نيويورك ويحجزه مع صديقته جوين داخل بطارية.

## روابط خارجية
- مقالات تستعمل روابط فنية بلا صلة مع ويكي بيانات